# Marek Fantuzzi z Bolonii
Marek Fantuzzi z Bolonii (ur. w 1405 w Bolonii, zm. 10 kwietnia 1479 w Piacenzy) – włoski Błogosławiony Kościoła katolickiego.

## Życiorys
Urodził się w szlacheckiej rodzinie. W 1431 roku, mając 26 lat, wstąpił do zakonu Braci Mniejszych i 24 marca tego samego roku otrzymał habit i imię Marek. Zmarł w opinii świętości.
Jego kult jako błogosławionego został potwierdzony przez papieża Piusa IX w dniu 5 marca 1868 roku.